# Malešovice
Malešovice (in tedesco Malspitz) è un comune della Repubblica Ceca facente parte del distretto di Brno-venkov, in Moravia Meridionale.